# Воронцов-Дашков, Иван Илларионович
Граф Ива́н Илларио́нович Воронцо́в-Да́шков (2 июня 1790 — 26 июня 1854) — русский дипломат, действительный тайный советник из рода Воронцовых. Родоначальник ветви Воронцовых-Дашковых.

## Биография
Внук сенаторов И. И. Воронцова и И. М. Измайлова. Единственный сын камер-юнкера графа Иллариона Ивановича Воронцова (1760—1790) от брака с Ириной Ивановной Измайловой (1768—1848), наследницей села Быково. Родился через несколько месяцев после смерти отца. Крещён был в соборе Св. Исаакия Далматского, крестник графа А. Р. Воронцова и графини Е. Р. Дашковой.

Графиня Ирина Ивановна была энергичной дамой и смогла не только дать своему сыну прекрасное образование, но и значительно увеличить его состояние. Будучи слабым и болезненным ребёнком, Иван провёл несколько лет с матерью за границей. Они много путешествовали по Италии вместе с сестрой матери, княгиней Е. И. Голицыной. 

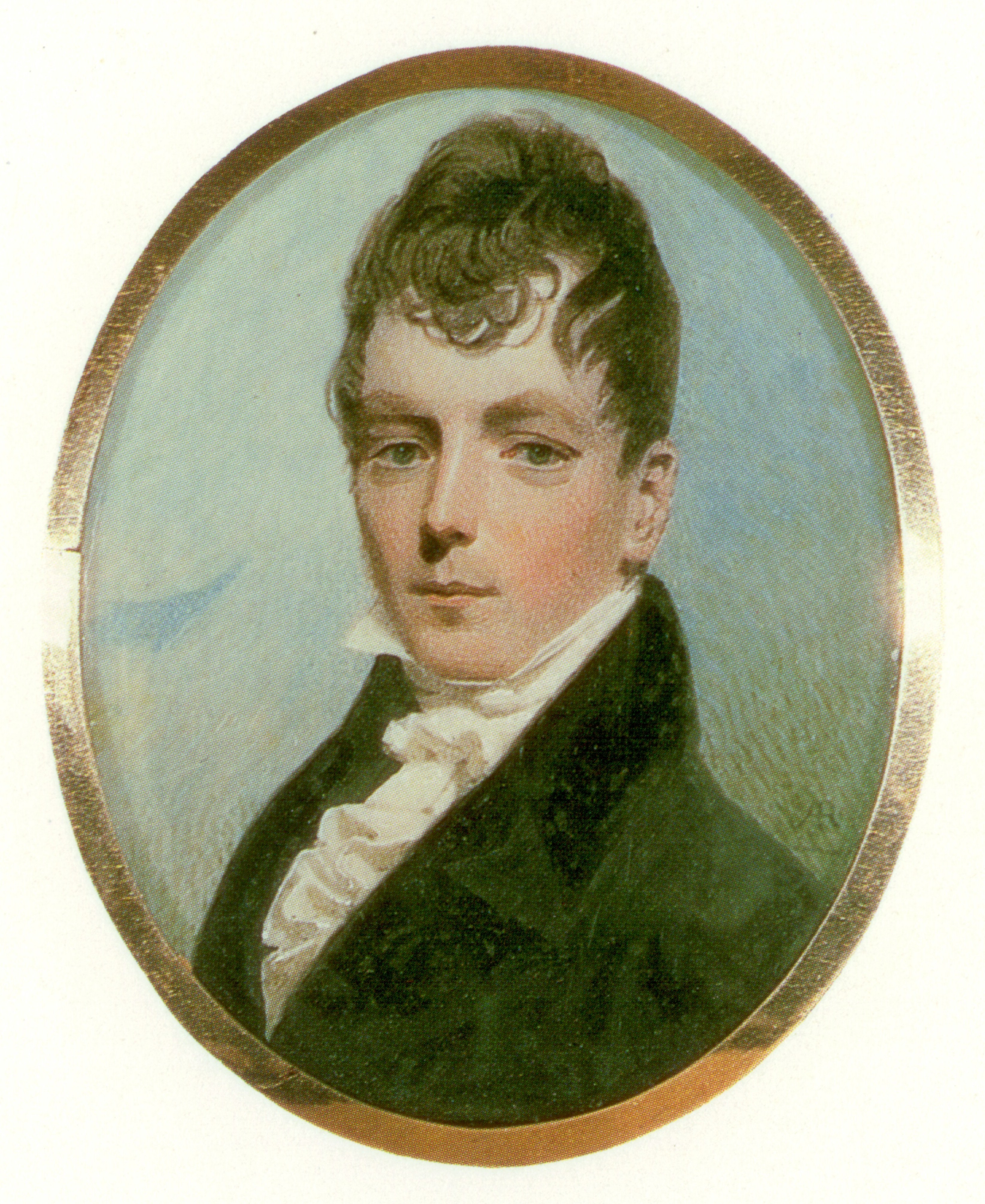
И. И. Воронцов-Дашков

В августе 1807 указом императора Александра I графу Ивану Воронцову (как внучатому племяннику статс-дамы княгини Е. Р. Дашковой) дозволено, за пресечением рода князей Дашковых, присоединить к своей фамилии фамилию Дашковых и именоваться впредь, потомственно, графом Воронцовым-Дашковым.
Служил по ведомству иностранных дел, в 1822—1827 годах состоял посланником в Мюнхене, в 1827—1831 — посланником в Турине. В 1831 пожалован в обер-церемониймейстеры двора, со 2 апреля 1838 — действительный тайный советник. Позднее занимал синекуру — должность управляющего экспедицией церемониальных дел при Особой канцелярии Министерства иностранных дел.
По отзывам современников, Воронцов-Дашков был в своё время одной из первых фигур среди петербургской аристократии. За постоянно весёлое выражение лица его называли «вечным именинником». Его дом на Дворцовой набережной, 30 (рядом с Зимним дворцом) был одним из наиболее блестящих, самым модным и привлекательным. Балы, им задаваемые, уступали только балам в Зимнем дворце. Сам Николай I и императрица старались никогда не пропускать эти ежегодные развлечения.
Из воспоминаний графа В. А. Соллогуба
В 1830-е гг. граф Иван взялся за переустройство обветшавшей подмосковной усадьбы «Быково». На месте старого дома баженовской постройки модный столичный архитектор Бернар де Симон выстроил двухэтажное подобие английских замков тюдоровской эпохи. Все четыре фасада дворца выдержаны в разном стиле.
За дипломатическую службу Воронцов-Дашков был удостоен ряда высших российских орденов, до ордена Святого Владимира 1-й степени включительно. В 1846 г. фактически вышел в отставку, получив назначение членом Государственного совета.
Умер в июне 1854 года в Петергофе от холеры и был похоронен на кладбище Александро-Невской лавры. По мнению Тютчева, граф Воронцов-Дашков сам много способствовал развитию своей болезни, пренебрегая гигиеной:

Болея несколько дней, он продолжал торжественную серию своих обедов. Вернувшись домой с именин императора почти полумертвым человеком, стараясь удалить жажду, он выпил большое количество зельтерской воды, чем вызвал жестокий приступ холеры. Болезнь перешла в тиф и унесла больного в 48 часов.

## Семья

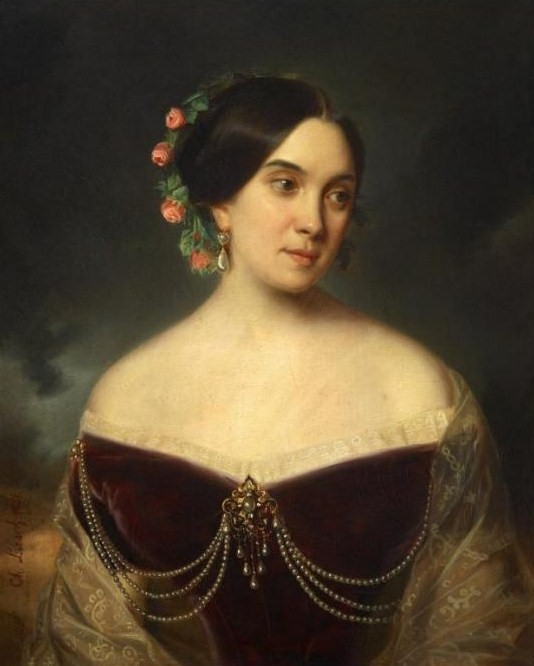
Александра Кирилловна

Женат (с 1834) на Александре Кирилловне Нарышкиной (1817—1856), дочери обер-гофмаршала, члена Государственного совета К. А. Нарышкина. «Повелительница мод» и первейшая «светская львица», она была среднего роста, брюнетка, с выразительными темными глазами овально-продолговатой формы немного монгольского типа, как и весь склад лица. Талия была безукоризненна и движения грациозны. Граф В. А. Соллогуб писал о ней:
Много случалось встречать мне на моем веку женщин гораздо более красивых, может быть, даже более умных, хотя графиня Воронцова-Дашкова отличалась необыкновенным остроумием, но никогда не встречал я ни в одной из них такого соединения самого тонкого вкуса, изящества, грации с такой неподдельной веселостью, живостью, почти мальчишеской проказливостью. Живым ключом била в ней жизнь и оживляла, скрашивала все её окружающее. Много женщин впоследствии пытались ей подражать, но ни одна из них не могла казаться тем, чем та была в действительности.
Частым посетителем её дома был А. С. Пушкин, гибель которого она глубоко переживала. М. Ю. Лермонтов посвятил ей стихотворение: «Как мальчик кудрявый резва, нарядна как бабочка летом…» Она послужила прототипом одного из персонажей романа И. С. Тургенева «Отцы и дети» (княгиня Р.), ей было посвящено стихотворение Н. А. Некрасова «Княгиня». Овдовев, неожиданно вышла замуж за парижского доктора, который довёл её до нищеты.
В браке было двое детей:
- Ирина (1835—1924), благотворительница, была замужем за генерал-лейтенантом, генерал-адъютантом графом Ф. И. Паскевичем.
- Илларион (27 мая 1837 — 25 января 1916), генерал от кавалерии, один из крупнейших землевладельцев России.